# Listă de programatori
Aceasta este o listă cu cei mai faimoși programatori sau personalități care au marcat dezvoltarea tehnologiei informației.
- Andrei Alexandrescu - modern C++
- Eric Allman - sendmail
- Bill Atkinson - Macintosh Finder, HyperCard
- Donald Becker - drivere pentru plăcile de rețea pe Linux
- Tim Berners-Lee - inventatorul World Wide Web-ului
- Brian Behlendorf - Apache
- Dan Bricklin - a dezvoltat VisiCalc, primul program de calcul tabelar
- Steve Capps - a dezvoltat Macintosh și Newton
- John Carmack - autorul jocurilor Doom si Quake
- Steve Chamberlain - BFD, Cygwin
- Alan Cox - programator al nucleului Linux
- Brad Cox - Objective-C
- Dave Cutler - a conceput Windows NT, VMS
- L. Peter Deutsch - Ghostscript
- Edsger Dijkstra - programator și matematician cu contribuții foarte importante în procesul de dezvoltare a calculatoarelor
- Jay Fenlason - jocul hack, GAS
- Bill Gates - fondator al Microsoft
- John Gilmore - GDB
- James Gosling - limbajul de programare Java, Gosling Emacs, NeWS
- Paul Graham - Yahoo! Store, On Lisp, ANSI Common Lisp
- Andy Hertzfeld - a dezvoltat Macintosh, s-a numărat printre fondatorii General Magic
- Grace Hopper - Navy Mark I computer, COBOL
- Miguel de Icaza - șeful de proiect de la GNOME
- Bo Jangeborg - jocurile ZX Spectrum
- Stephen C. Johnson - yacc
- Lynne și William Jolitz - 386BSD
- Bill Joy - BSD, vi; a fondat Sun Microsystems
- Mitch Kapor - Lotus 1-2-3, a fondat Lotus Development Corporation
- Stan Kelly-Bootle - Manchester Mark I, The Devil's DP Dictionary
- Brian Kernighan - AWK (co-autor)
- Donald E. Knuth - TeX, CWeb, Arta programării calculatoarelor
- Ada Lovelace - prima programatoare (a mașinii lui Babbage)
- Yukihiro Matsumoto - limbajul de programare Ruby
- John McCarthy - limbajul de programare LISP
- Douglas McIlroy - programe pentru UNIX
- Kirk McKusick - BSD
- Bertrand Meyer - limbajul de programare Eiffel, Object-oriented Software Construction, Design by contract
- Jeff Minter - Psychedelic
- Dave Moon - MacLisp, ZetaLisp
- Chuck Moore - limbajul de programare Forth
- Urban Müller - limbajul Brainfuck, 1993
- Kristen Nygaard - SIMULA
- Petrescu Alexandru - elev român medaliat cu aur la Olimpiada Balcanică de Informatică pentru Juniori, 2015[1]
- Eric S. Raymond - fetchmail, The Cathedral and the Bazaar
- Dennis Ritchie - limbajul de programare C, UNIX
- Guido van Rossum - limbajul de programare Python
- Bill Schelter - GNU Maxima, GNU Common Lisp
- Henry Spencer - C-News, Regex
- Richard Stallman - Emacs, GCC, GNU
- Guy Steele - Common Lisp, limbajul de programare Scheme
- Bjarne Stroustrup - C++
- Gerald Jay Sussman - Scheme
- Tim Sweeney - engine-ul Unreal, UnrealScript, ZZT
- Andrew Tanenbaum - Minix
- Avie Tevanian - autorul Mach kernel
- Ken Thompson - UNIX, limbajul de programare B
- Michael Tiemann - GCC
- Linus Torvalds - autorul kernel-ului Linux
- Ingo Molnár - autorul Completely Fair Scheduler din cadrul kernel-ului Linux
- Andrew Tridgell - programul Samba, Rsync
- Paul Vixie - BIND
- Larry Wall - warp, rn, patch, Perl
- Niklaus Wirth - Pascal
- Don Woods - INTERCAL, Colossal Cave Adventure
- Steve Wozniak - Breakout, Apple Integer BASIC, a fondat Apple Inc. (împreună cu Steve Jobs)
- Jamie Zawinski - Lucid Emacs, Netscape, Mozilla, XScreensaver